# Herbertus Bikker
Herbertus Bikker (Wijngaarden, Alblasserwaard, 15 juli 1915 – Haspe, 1 november 2008) alias de Beul van Ommen was een Nederlandse Waffen-SS'er en oorlogsmisdadiger. Bikker verwierf zijn bijnaam door zijn gewelddadige gedrag als bewaker in het werkkamp Erika.

## Biografie
Herbertus Bikker werd geboren in een groot gezin op een keuterboerderij nabij Wijngaarden in de provincie Zuid-Holland. Zijn moeder overleed toen hij zes jaar oud was. Zijn vader gaf hem een strenge opvoeding. Hij moest meehelpen als knecht op de boerderij en maakte daardoor alleen zijn lagere school af.
Vlak voor de oorlog werd hij in 1939 lid van de NSB. In de meidagen van 1940 werd hij opgesloten door de Nederlandse politie, maar vervolgens weer vrijgelaten door de Duitse bezetter. Na de start van Operatie Barbarossa in 1941 meldde hij zich voor deelname aan de Waffen-SS en vocht als SS-Sturmmann soldaat eerste klasse mee aan het Oostfront. Hier raakte hij gewond en werd afgekeurd voor verdere militaire dienst. Hij keerde terug naar Nederland om van juli 1942 tot mei 1943 als bewaker van het wrede 'Kontrollkommando' te gaan werken in Kamp Erika. In 1943 werd hij vervolgens genezen verklaard en werd lid van de Ordnungspolizei. Als zodanig was hij actief in Nijmegen, Tiel en Maastricht. In augustus 1944 keerde hij voor de Ordnungspolizei terug naar Kamp Erika. Hier gedroeg hij zich volgens een verslag van het Ministerie van Justitie zeer wreed en verrichtte hij 'talrijke en gruwelijke' mishandelingen. Officier-fiscaal van het Bijzonder Gerechtshof te Arnhem Jan Meulink schreef in dit rapport dat getuigen hem beschreven als "een ploert, door de wijze waarop hij gevangenen sloeg, mishandelde met een karabijn, of trapte". Een getuige verklaarde op 26 maart 1945 langdurig in zijn gezicht, op zijn ribbenkast en tegen zijn benen te zijn geslagen, gestompt en getrapt door Bikker, wat ertoe had geleid dat hij nu invalide was. De belangrijkste getuigenis die uiteindelijk tot zijn veroordeling na de oorlog zou leiden was die van F. Staarman uit het Overijsselse dorp Den Ham. Hij verklaarde dat Bikker op 8 december 1944 een aantal gevangenen "verschrikkelijk had geslagen" en deed de uitspraak "Er waren slechte en heel slechte bewakers in Erika. Bikker behoorde bij de laatste categorie". Tijdens zijn periode als kampbewaker wordt hij ook verantwoordelijk gehouden voor de moord op verzetsstrijder Jan Houtman op 17 november 1944 en de moord op onderduiker Herman Meijer op 12 oktober 1944. 
Op 10 mei 1945 werd Bikker opgepakt door de Binnenlandse Strijdkrachten, maar hij wist te ontsnappen. Hij dook onder en werkte bij een boer, totdat hij een halfjaar later (eind 1945) alsnog werd opgepakt door de opsporingsdienst.
In juni 1949 kreeg hij samen met Antoine Touseul de doodstraf voor zijn daden als bewaker in het kamp en twee moorden. Deze straf voor beiden werd later dat jaar (7 december 1949) door de Raad van Cassatie omgezet in levenslang. Op 26 december 1952 ontsnapte hij tijdens een filmavond samen met Klaas Carel Faber, Willem Polak, Antoine Touseul, Jacob de Jonge, Willem van der Neut en Sander Borgers uit de Koepelgevangenis in Breda, waar ook de Vier van Breda waren opgesloten. Dezelfde avond vluchtten ze met twee auto's via de grensovergang Ubbergen naar Kleef in West-Duitsland, waar ze zich meldden bij de politie. De volgende dag werden ze aan de Duitse kantonrechter Dyckman voorgeleid, die hen veroordeelde tot het betalen van 10 Duitse marken wegens illegale grensoverschrijding. Bikker had in West-Duitsland als oud-SS'er op grond van de Führererlass van 19 mei 1943 het recht op het staatsburgerschap, dat hij verkreeg rond januari 1955. Hiermee kwam hij buiten het bereik van de Nederlandse justitie. Ieder ging hierna zijn weg in West-Duitsland. In 1957 werd tevens door de rechtbank van Dortmund bepaald dat er "te weinig bewijs" was om Bikker voor het Duitse gerecht te vervolgen.
Begin 1972 deed Bikker door nieuw geweld van zich spreken toen hij de Nederlandse journalist Ben Herbergs met een bijl bedreigde. Dat gebeurde in een schuur achter zijn woning in het Westfaalse Hagen, waar Bikker na zijn vlucht dankzij een relatie met een nieuwe vrouw - voor wie hij zijn oorlogsverleden verborgen had gehouden - enige decennia lang een onopvallend bestaan leidde: als arbeidskracht bij een tuincentrum. De verslaggever had Bikker (en enkele andere met kerst 1952 ontsnapte lotgenoten) als eerste opgespoord in West-Duitsland nadat in Nederland grote commotie was ontstaan door het plan van toenmalige minister van Justitie Dries van Agt de zogeheten Drie van Breda vrij te laten omdat hun gevangenhouding volgens de minister "geen enkel juridisch doel" meer zou dienen.
Bikker had bij de eerste confrontatie met zijn kampbewakersverleden door de Nederlandse reporter die hem ontdekte met een Duitse fotograaf na lang aandringen ingestemd met "een kort gesprek van landgenoot tot landgenoot". "Maar dan op een andere plek, zeker níet met mijn vrouw erbij." De voortvluchtige veroordeelde ex-Waffen-SS'er koelde eerst met gewelddadige handelingen zijn agressie op z'n echtgenote: "Hij slaat mij kapot als hij hoort dat u hier bent geweest." Bikkers echtgenote had bij een eerste contact met de verslaggever slechts na aanbellen nietsvermoedend de voordeur opengedaan. Enkele uren nadat hij zijn vrouw had 'gestraft' voor haar argeloosheid sprak Bikker bij terugkeer openhartig over zijn werk en illegale familiebezoeken die hij ondanks opsporingsbevelen nog regelmatig bleek te brengen aan zijn vroegere vaderland: "Dat gaat via geheime grensweggetjes in de Achterhoek, ze kunnen me in Nederland eigenlijk toch niets maken." Toen hij in de tas van het onaangekondigde bezoek uit Nederland een mini-bandopnameapparaat met loshangende microfoonkabel ontdekte, ontstak Bikker in razernij: hij greep naar enkele stukken zwaar gereedschap en een bijl en barricadeerde woedend de toegangsdeur. Bikker vreesde dat zijn West-Duitse schuilplaats nu ook door justitiële autoriteiten zou worden ontdekt; telefonisch gingen zijn bedreigingen ook bij dagblad Het Vrije Volk nog enige malen door tot de dag vóór publicatie van zijn schuilplaats. Na bijna een uur te zijn gegijzeld kon de Nederlandse verslaggevingsploeg alsnog uit de schuur in Westfalen ontkomen.
Op 2 februari 2004 werd Bikkers rechtszaak in Duitsland gesloten, nadat neurologen adviseerden dat hij om gezondheidsredenen niet kon deelnemen aan de zittingen. Op 21 september 2005 werd door de rechtbank in Hagen definitief bevestigd dat Bikker zijn straf niet hoefde uit te zitten. De voormalige Waffen-SS'er Bikker werd na jarenlang ongestraft verblijf in Duitsland in 2003 in Duitsland zelf aangeklaagd voor de moord op de 27-jarige Nederlandse verzetsstrijder Jan Houtman op 17 november 1944. Bikker heeft altijd volgehouden uit noodweer te hebben gehandeld.

## Levenseinde
Op 29 april 2009 werd door onderzoeksjournalist Arnold Karskens bekendgemaakt dat Bikker al begin november 2008 op 93-jarige leeftijd was overleden maar dat zijn dood was stilgehouden. De politie trof Bikker dood aan in zijn woning, nadat men de deur had geforceerd. Het stoffelijk overschot heeft waarschijnlijk enkele dagen in het appartement gelegen waarheen hij na ontdekking van zijn identiteit ten slotte was verhuisd. Bikker stierf een natuurlijke dood; hij is anoniem in Haspe begraven.